# Aurora Bautista Zumei
Aurora Bautista Zumei (Villanueva de los Infantes (Valladolid), 15 d'octubre de 1922 - Madrid, 27 d'agost de 2012) va ser una actriu espanyola de formació teatral i èxit cinematogràfic. Locura de amor, la seva primera pel·lícula, la va disparar a la fama, ocupant un lloc destacat en el cinema històric del franquisme. A més a més, va fer incursions notables en el cinema d'autor (La Tia Tula; Amanece, que no es poco). També va portar a terme una carrera teatral sòlida i compromesa.

## Biografia
Nascuda al de Villanueva de los Infantes (Valladolid), el seu pare va ser empresonat quan va acabar la Guerra civil. De molt jove es va traslladar a Barcelona, on va cursar estudis dramàtics amb Guillem Díaz-Plaja i Marta Grau a l'Institut del Teatre, on la descobreix Cayetano Luca de Tena, quan hi va anar a donar una conferència i la va contractar com a actriu per a la companyia “Teatro Español de Madrid”, companyia amb què debuta l'any 1945 amb El sueño de una noche de verano, de William Shakespeare. Entre altres obres, va intervenir en La conjuración de Fiesco (1946), El monje blanco (1946), d'Eduardo Marquina, i El sí de las niñas (1948), de Leandro Fernandez de Moratín.
Mentre treballa en obres de repertori clàssic, Juan de Orduña li ofereix interpretar la reina Juana en la pel·lícula Locura de amor amb l'actor Fernando Rey, i es converteix ràpidament en una de les estrelles més destacades del cinema espanyol del moment.
El seu contracte en exclusiva amb la productora CIFESA la va unir altra vegada a Juan de Orduña a Pequeñeces i Agustina de Aragón (1950) i a Manuel Mur Oti i Carlos Lemos a Condenados (1953). Amb de Orduña, repeteix un altre personatge històric, Teresa de Jesús (1961).
Un cert declivi en la seva carrera cinematogràfica la fa tornar al teatre sota les ordres de José Tamayo o Luis Escobar, gairebé sempre amb textos clàssics (Antígona, Medea, Fuenteovejuna), amb algunes excepcions com ara Rèquiem por una mujer (1958), de William Faulkner, La gata sobre el tejado de zinc (1959), de Tennessee Williams, o Yerma (1960), de Federico Garcia Lorca, en una de les primeres representacions durant el franquisme.
Es trasllada a Mèxic, on contrau matrimoni i renova el seu èxit i aconsegueix les millors crítiques com a protagonista de La Tia Tula.
Actriu romàntica i declamatòria, plena de força i turbulència, va ser la intèrpret ideal per a certes pel·lícules de gènere històric, tan plenes de commocions dramàtiques i passions agitades.
Es va casar l'any 1963 amb el metge mexicà Hernàn Cristerna, pare del seu únic fill Hernàn, i va contraure un nou matrimoni l'any 1989 a Gibraltar amb l'empresari cubà Luis de Luis.
Va morir el 27 d'agost de 2012 a la clínica La Milagrosa de Madrid, en no poder superar una insuficiència respiratòria, declarada el dia anterior.